# Fiñana
Fiñana er en by og kommune i det sydøstlige Spanien i provinsen Almería. Den har et indbyggertal på 1.984 (2024) indbyggere.